# Capitonius rufus
Capitonius rufus är en stekelart som först beskrevs av Braet 2001.  Capitonius rufus ingår i släktet Capitonius och familjen bracksteklar. Inga underarter finns listade.